# Ferrero Rocher

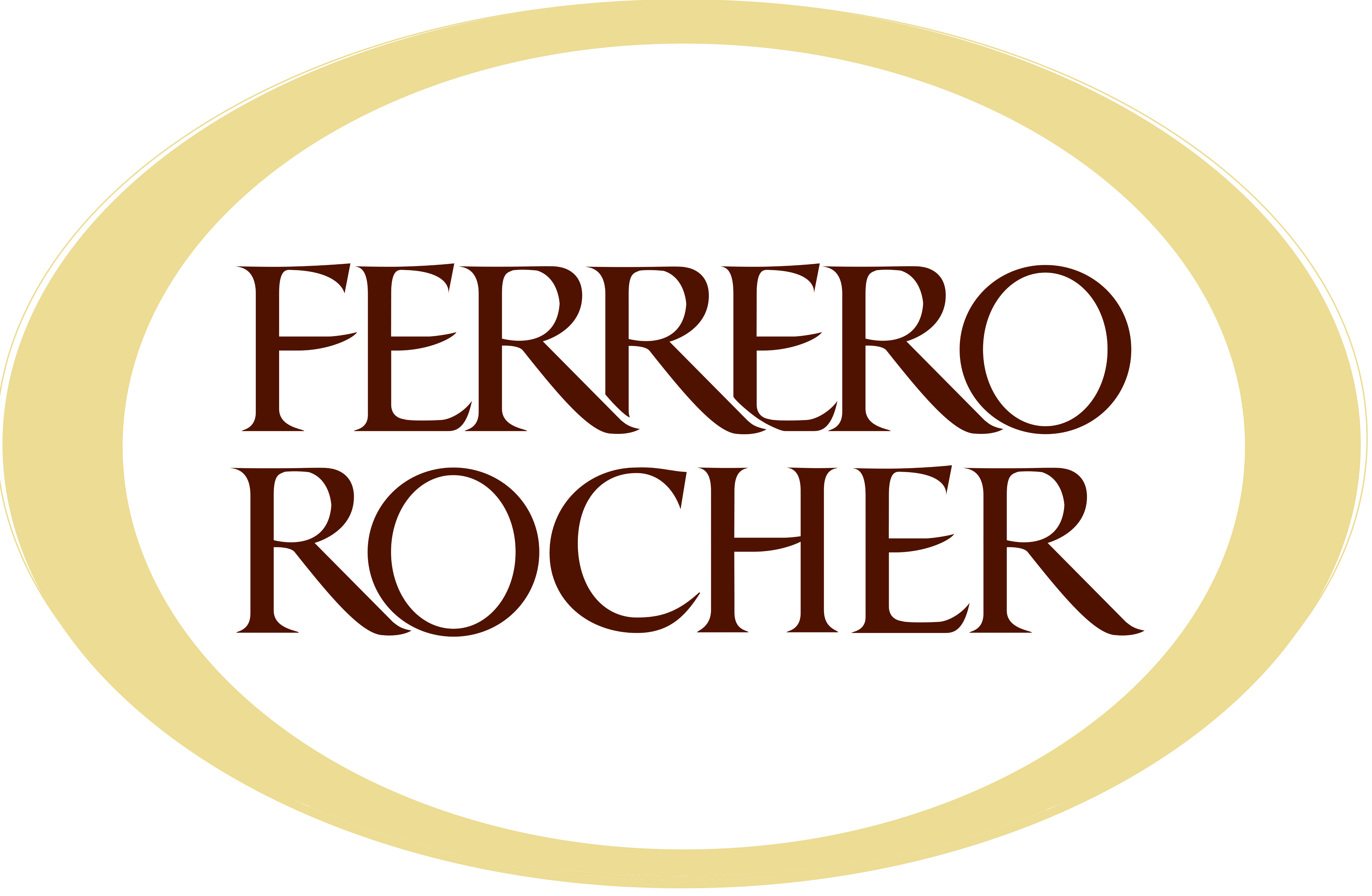
Logo Ferrero Rocher

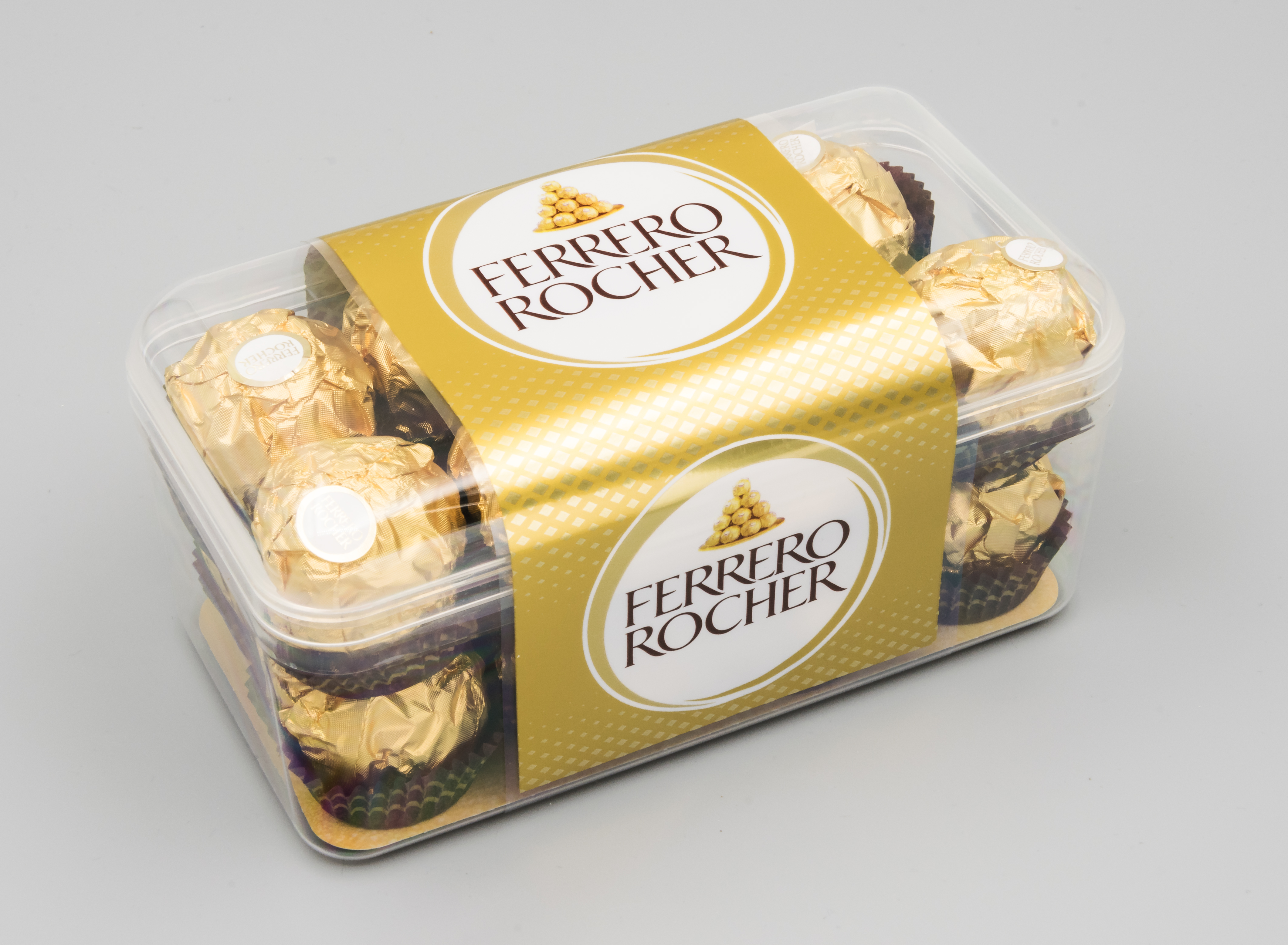
Małe opakowanie Ferrero Rocher

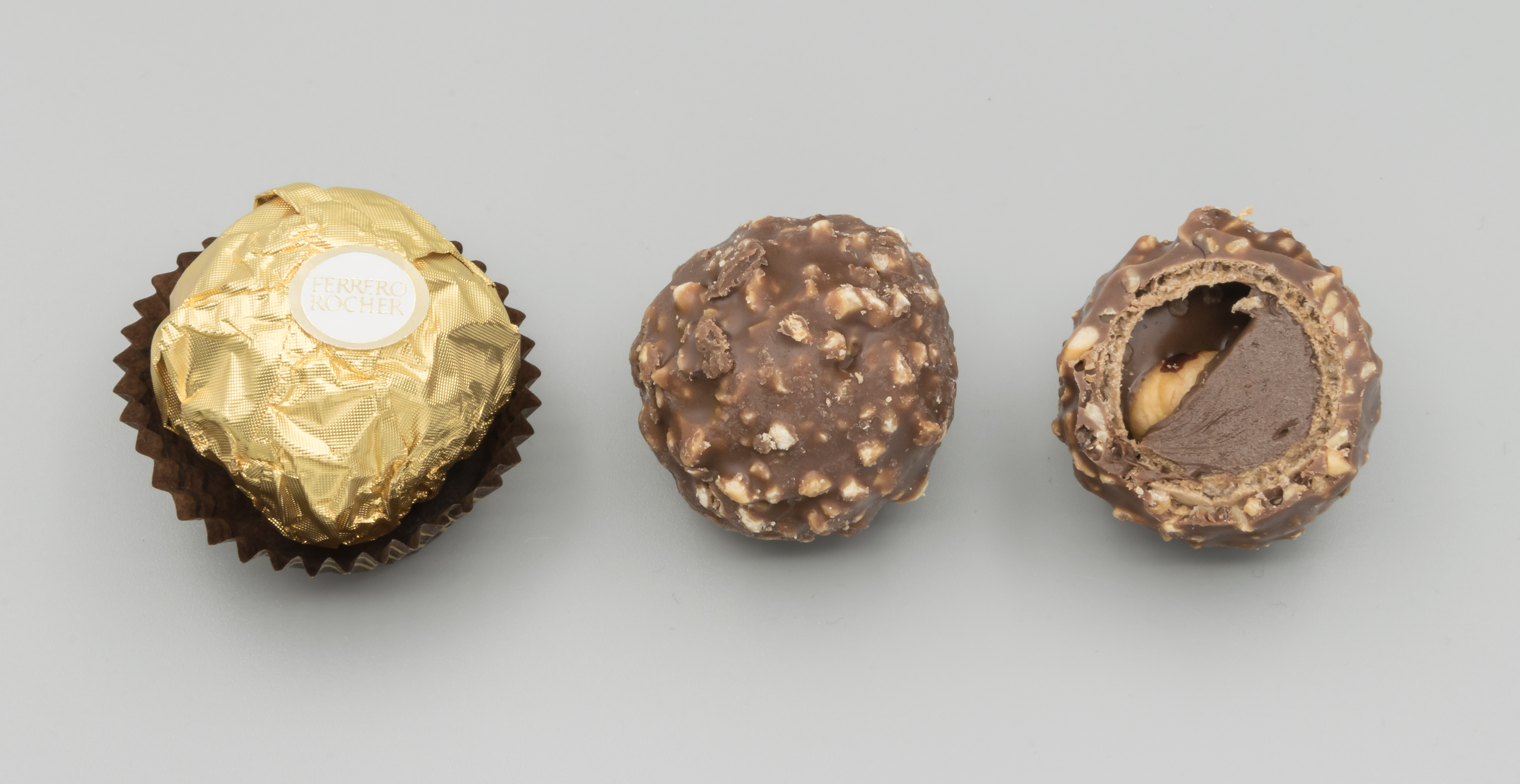
Pralinki Ferrero Rocher

Ferrero Rocher – pralina marki Ferrero.
Na zewnątrz znajduje się warstwa czekolady z kawałkami orzecha, a pod nią jest cienki, jasnobrązowy wafel w kształcie kuli. W środku znajduje się cały orzech laskowy, zatopiony w ciemnym kremie czekoladowym.

## Składniki
- czekolada mleczna 30% (cukier, masło kakaowe, mleko w proszku, tłuszcz, emulgator, lecytyna sojowa)
- orzechy laskowe (28,5%)
- cukier
- olej roślinny
- wafel
- kakao odtłuszczone
- emulgator

Najnowszym produktem firmy Ferrero są pralinki o różnych smakach Ferrero Garden.